# Nathan Gamble
Nathan Gamble, född 12 januari 1998, är en amerikansk barnskådespelare som gjorde sin långfilmsdebut i  Babel  (2006), för vilken han nominerades för en 2007 Young Artist Award.